# Garšviai (rejon poniewieski)
Garšviai − wieś na Litwie, w okręgu poniewieskim, w rejonie poniewieskim, w gminie Krakinów. W 2011 roku liczyła 7 mieszkańców.
W 1902 roku miejscowość zamieszkiwało 175 osób, w 1923 roku − 125 osób, w 1959 roku − 100 osób, w 1970 roku − 48 osób, w 1979 roku − 35 osób, w 1989 roku − 9 osób, w 2001 roku − 8 osób.